# 繁枝补血草
繁枝补血草（学名：Limonium myrianthum），为白花丹科补血草属下的一个植物种。